# Corba càustica

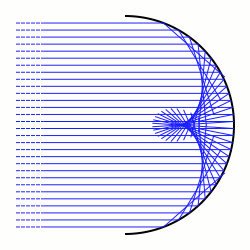
Corba càustica de reflexió generada a partir d'una circumferència i d'un feix de rajos paral·lels

En geometria diferencial i òptica una corba càustica és l'envolvent dels rajos reflectits o refractats per una varietat. Està relacionada amb el concepte òptic de càustica. L'origen dels raigs pot ser un punt (anomenat el focus radiant) o una infinitat, en aquest cas s'ha d'especificar un vector de direcció
De forma més general tal com s'aplica en geometria simplèctica, una càustica és el conjunt de valors crítics d'una aplicació lagrangiana (π ○ i) : L ↪ M ↠ B; on i : L ↪ M és una immersió lagrangiana d'una subvarietat lagrangiana L en una varietat simplèctica M, i π : M ↠ B és un fibrat lagrangià de la varietat simplèctica M. La càustica és un subconjunt de l'espai base del fibrat lagrangià B.
En el cas que els raig siguin reflectits la càustica s'anomena catacàustica i en el cas que siguin refractats s'anomena diacàustica.

## Catacàustica
En el cas d'un focus radiant, és l'evoluta de la corba podaria obtinguda a partir del focus radiant.
Cas d'una corba en el pla i una font de rajos paral·lels: suposeu que el vector de direcció és {\displaystyle (a,b)} i la corba on es reflecteixen els raigs es parametritza com a {\displaystyle (u(t),v(t))}. El vector normal en un punt és {\displaystyle (-v'(t),u'(t))}; el reflex del vector de direcció és
{\displaystyle 2{\mbox{proj}}_{n}d-d={\frac {2n}{\sqrt {n\cdot n}}}{\frac {n\cdot d}{\sqrt {n\cdot n}}}-d=2n{\frac {n\cdot d}{n\cdot n}}-d={\frac {(av'^{2}-2bu'v'-au'^{2},bu'^{2}-2au'v'-bv'^{2})}{v'^{2}+u'^{2}}}}
Agafant els components de vector reflectit que s'ha trobat es tractar com una tangent
{\displaystyle (x-u)(bu'^{2}-2au'v'-bv'^{2})=(y-v)(av'^{2}-2bu'v'-au'^{2}).}
Utilitzant la forma més simple de l'envolvent
{\displaystyle F(x,y,t)=(x-u)(bu'^{2}-2au'v'-bv'^{2})-(y-v)(av'^{2}-2bu'v'-au'^{2})} {\displaystyle =x(bu'^{2}-2au'v'-bv'^{2})-y(av'^{2}-2bu'v'-au'^{2})+b(uv'^{2}-uu'^{2}-2vu'v')+a(-vu'^{2}+vv'^{2}+2uu'v')}
{\displaystyle F_{t}(x,y,t)=2x(bu'u''-a(u'v''+u''v')-bv'v'')-2y(av'v''-b(u''v'+u'v'')-au'u'')+b(u'v'^{2}+2uv'v''-u'^{3}-2uu'u''-2u'v'^{2}-2u''vv'-2u'vv'')+a(-v'u'^{2}-2vu'u''+v'^{3}+2vv'v''+2v'u'^{2}+2v''uu'+2v'uu'')}
Que pot ser antiestètic, però {\displaystyle F=F_{t}=0} dona un sistema lineal en {\displaystyle (x,y)} i així és elemental obtenir una parametrització de la catacàustica. Es pot fer servir la regla de Cramer.

### Exemple
Sia el vector de direcció (0,1) i la corba on es reflecteixen els raigs sigui {\displaystyle (t,t^{2}).}.
Llavors
{\displaystyle u'=1} {\displaystyle u''=0} {\displaystyle v'=2t} {\displaystyle v''=2} {\displaystyle a=0} {\displaystyle b=1}
{\displaystyle F(x,y,t)=(x-t)(1-4t^{2})+4t(y-t^{2})=x(1-4t^{2})+4ty-t}
{\displaystyle F_{t}(x,y,t)=-8tx+4y-1}
i {\displaystyle F=F_{t}=0} té la solució {\displaystyle (0,1/4)}; és a dir, la llum que es reflecteix en un mirall parabòlic, si és paral·lel a l'eix de la paràbola, es reflecteix a través del focus.